# Storslitingarna (Hallens socken, Jämtland, 700208-138179)
Storslitingarna är en sjö i Åre kommun i Jämtland och ingår i Indalsälvens huvudavrinningsområde. Sjön har en area på 0,529 kvadratkilometer och ligger 784,2 meter över havet.